# Frankonia

Herb Frankonii

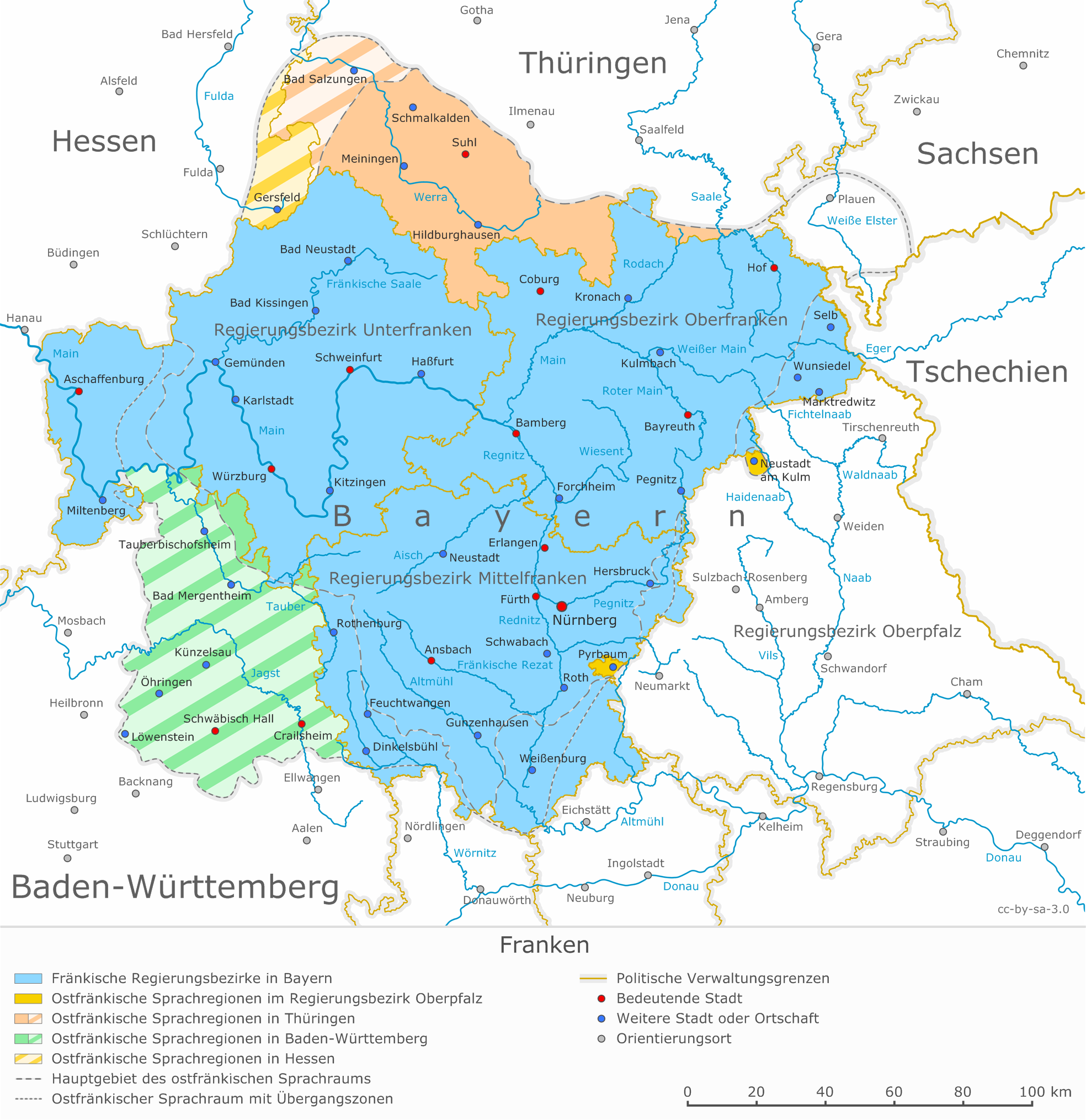
Dzisiejszy obszar Frankonii

Frankonia (niem. Franken) – kraina historyczna w południowych Niemczech.
Obecnie Frankonia stanowi część Bawarii (trzy rejencje: Górna, Środkowa i Dolna Frankonia), Badenii-Wirtembergii (region Heilbronn-Franken) i Turyngii (powiaty Schmalkalden-Meiningen, Hildburghausen, Sonneberg, Wartburg).
Największe miasta Frankonii to Norymberga, Würzburg, Fürth.
W średniowieczu Frankonia była jednym z pięciu księstw niemieckich, obok Saksonii, Lotaryngii, Szwabii i Bawarii.
Frankończycy są szczególnie dumni z ich piwa. Górna Frankonia posiada największe skupisko browarów w Niemczech. W Górnej Frankonii przetrwała tradycja domowego wyrobu i wyszynku piwa znanego jako zoigl. Także frankońskie białe wino (Frankenwein) ma długą tradycję i jest produkowane przede wszystkim z odmian müller-thurgau, sylvaner i bacchus.

## Turystyka
Przez Frankonię wzdłuż Menu biegnie Mainradweg – turystyczna trasa rowerowa oceniona pięcioma gwiazdkami jakości przez Powszechny Niemiecki Klub Rowerowy. Ma długość około 600 kilometrów. Zaczyna się w okolicach Bayreuth, prowadzi m.in. przez Bamberg, Würzburg, Aschaffenburg, Frankfurt nad Menem, aż do ujścia Menu do Renu koło Moguncji.